# 新井場徹
新井場 徹（あらいば とおる、1979年7月12日 - ）は、大阪府出身の元サッカー選手でJFA登録仲介人。稲本潤一、播戸竜二と共にFC TIAMO枚方の創設に関わった。現役時代のポジションは左右のサイドバック。(主に左サイドバック)

## 来歴

### ガンバ大阪
ガンバ大阪ユース出身。ユース時代の同期生には稲本潤一、橋本英郎らがいる。トップチーム昇格時、夢として「満員の万博を自分のプレーで沸かせたい」と語っていた（入団後の初の満員の試合は1998年5月フランスワールドカップ直前のベルマーレ平塚戦。ゴール裏はトラブルにより応援自粛中だった）。
2001年9月に行われたトルシエ監督時代の日本代表候補メンバー合宿に招集されている。それまではドリブルを中心にサイドから切れ込んでシュートで終わるというのが彼のプレースタイルだったがこの合宿以後、トルシエから指導されたサイドを持ちあがりクロスを入れるプレーを多く見せるようになった。

### 鹿島アントラーズ
その後、タイトルをとるために2004年に鹿島アントラーズへ完全移籍。移籍問題に揺れていた2003年12月20日の天皇杯（セレッソ大阪戦）でゴールを決め、ユニフォームのガンバエンブレムに惜別のキス。ガンバに別れを告げた。
2004年3月13日、J1開幕戦でいきなり古巣ガンバ大阪と対戦し、後半ロスタイムに同点ゴールを決めた。すぐにレギュラーに定着し、2007年から2009年には3連覇を経験した。2009年シーズンは同年加入したDFパク・チュホにレギュラーを奪われたが、シーズン後半にポジションを奪い返した。
2011年のJリーグ第32節では、チームメイトの負傷のため本職ではないセンターバックをこなした。

### セレッソ大阪
2013年、セレッソ大阪に完全移籍。2003年以来の地元大阪でのプレーとなる。2008年から単身赴任という形が続いており、家族のための移籍でもあった。
2014年シーズン終了後の12月末にセレッソから来季の構想外を言い渡され、他クラブからも正式オファーがなく、2015年1月19日に現役引退を発表した。

## エピソード
鹿島アントラーズで一番印象に残っている試合にアントラーズに移籍してきた年の開幕戦を挙げている。カシマスタジアムで古巣のガンバ大阪と対戦し、終了間際に同点ゴールを決める結果となったがそれまで育ててくれたガンバに対してうれしさ半分、不思議な感覚を味わったと振り返っている。

## 所属クラブ
ユース経歴
- 枚方サンクラブ
- 1992年 - 1994年 交野FC
- 1995年 - 1997年 ガンバ大阪ユース (枚方高等学校→向陽台高等学校)

プロ経歴
- 1998年 - 2003年  ガンバ大阪
- 2004年 - 2012年  鹿島アントラーズ
- 2013年 - 2014年  セレッソ大阪

## 個人成績
| 国内大会個人成績 | 国内大会個人成績 | 国内大会個人成績 | 国内大会個人成績 | 国内大会個人成績 | 国内大会個人成績 | 国内大会個人成績 | 国内大会個人成績 | 国内大会個人成績 | 国内大会個人成績 | 国内大会個人成績 | 国内大会個人成績 |
| 年度             | クラブ           | 背番号           | リーグ           | リーグ戦         | リーグ戦         | リーグ杯         | リーグ杯         | オープン杯       | オープン杯       | 期間通算         | 期間通算         |
| 年度             | クラブ           | 背番号           | リーグ           | 出場             | 得点             | 出場             | 得点             | 出場             | 得点             | 出場             | 得点             |
| 日本             | 日本             | 日本             | 日本             | リーグ戦         | リーグ戦         | リーグ杯         | リーグ杯         | 天皇杯           | 天皇杯           | 期間通算         | 期間通算         |
| ---------------- | ---------------- | ---------------- | ---------------- | ---------------- | ---------------- | ---------------- | ---------------- | ---------------- | ---------------- | ---------------- | ---------------- |
| 1997             | G大阪            | 31               | J                | 2                | 0                | 0                | 0                | 0                | 0                | 2                | 0                |
| 1998             | G大阪            | 17               | J                | 30               | 0                | 3                | 0                | 0                | 0                | 33               | 0                |
| 1999             | G大阪            | 17               | J1               | 0                | 0                | 0                | 0                | 0                | 0                | 0                | 0                |
| 2000             | G大阪            | 17               | J1               | 24               | 7                | 4                | 1                | 1                | 0                | 29               | 8                |
| 2001             | G大阪            | 17               | J1               | 29               | 3                | 4                | 0                | 3                | 1                | 36               | 4                |
| 2002             | G大阪            | 17               | J1               | 30               | 1                | 8                | 1                | 2                | 0                | 40               | 2                |
| 2003             | G大阪            | 17               | J1               | 25               | 2                | 4                | 1                | 2                | 1                | 31               | 4                |
| 2004             | 鹿島             | 7                | J1               | 28               | 1                | 7                | 0                | 3                | 0                | 38               | 1                |
| 2005             | 鹿島             | 7                | J1               | 28               | 1                | 4                | 0                | 2                | 0                | 34               | 1                |
| 2006             | 鹿島             | 7                | J1               | 30               | 2                | 11               | 0                | 4                | 0                | 45               | 2                |
| 2007             | 鹿島             | 7                | J1               | 30               | 1                | 9                | 0                | 5                | 0                | 44               | 1                |
| 2008             | 鹿島             | 7                | J1               | 30               | 2                | 2                | 0                | 2                | 0                | 34               | 2                |
| 2009             | 鹿島             | 7                | J1               | 29               | 0                | 2                | 0                | 2                | 0                | 33               | 0                |
| 2010             | 鹿島             | 7                | J1               | 33               | 1                | 2                | 0                | 5                | 0                | 40               | 1                |
| 2011             | 鹿島             | 7                | J1               | 23               | 1                | 3                | 0                | 2                | 0                | 28               | 1                |
| 2012             | 鹿島             | 7                | J1               | 31               | 0                | 10               | 0                | 3                | 0                | 44               | 0                |
| 2013             | C大阪            | 7                | J1               | 11               | 0                | 4                | 0                | 1                | 0                | 16               | 0                |
| 2014             | C大阪            | 7                | J1               | 10               | 0                | 1                | 0                | 2                | 0                | 13               | 0                |
| 通算             | 日本             | 日本             | J1               | 423              | 22               | 78               | 3                | 39               | 2                | 540              | 27               |
| 総通算           | 総通算           | 総通算           | 総通算           | 423              | 22               | 78               | 3                | 39               | 2                | 540              | 27               |

- 1997年はユース所属

その他の国内公式戦
- 2008年
  - スーパーカップ 1試合0得点
- 2009年
  - スーパーカップ 1試合0得点
- 2010年
  - スーパーカップ 1試合0得点
- 2011年
  - スーパーカップ 1試合0得点

| 国際大会個人成績 | 国際大会個人成績 | 国際大会個人成績 | 国際大会個人成績 | 国際大会個人成績 |
| 年度             | クラブ           | 背番号           | 出場             | 得点             |
| AFC              | AFC              | AFC              | ACL              | ACL              |
| ---------------- | ---------------- | ---------------- | ---------------- | ---------------- |
| 2008             | 鹿島             | 7                | 7                | 0                |
| 2009             | 鹿島             | 7                | 4                | 0                |
| 2010             | 鹿島             | 7                | 6                | 1                |
| 2011             | 鹿島             | 7                | 7                | 0                |
| 2014             | C大阪            | 7                | 2                | 0                |
| 通算             | AFC              | AFC              | 26               | 1                |

その他の国際公式戦
- 2012年
  - スルガ銀行チャンピオンシップ 1試合0得点

## 代表歴
- U-17日本代表
  - 1995年 U-17世界選手権
- U-20日本代表
- 日本代表候補

## 獲得タイトル

### クラブ
鹿島アントラーズ
- Jリーグ：3回（2007年、2008年、2009年）
- ヤマザキナビスコカップ：2回（2011年、2012年）
- 天皇杯全日本サッカー選手権大会：2回（2007年、2010年）
- 富士ゼロックススーパーカップ：2回（2009年、2010年）
- スルガ銀行チャンピオンシップ：1回（2012年）

### 個人
- アントラーズ功労賞（2015年）
- Jリーグ功労選手賞（2015年）

## 引退試合
2015年7月5日に中田浩二、柳沢敦と合同での引退試合が行われた。
| 2015年7月5日 14:06 |

| ANTLERS LEGENDS                                                                          | 5 - 2      | KAY FRIENDS                   |
| 柳沢敦 15分 · 新井場徹 39分 · 興梠慎三 64分 · 中田浩二 84分 (PK) · マルキーニョス 90+1分 | 公式サイト | 三浦知良 29分 · 福西崇史 43分 |

| 茨城県立カシマサッカースタジアム 観客数: 20,503人 主審: 宮島一代 |

### 出場選手
ANTLERS LEGENDS
- 監督：トニーニョ・セレーゾ、鈴木満
- GK：1.佐藤洋平、21.曽ヶ端準、47.古川昌明
- DF：2.名良橋晃、3.秋田豊、4.奥野僚右、5.池内友彦、6.中田浩二、7.新井場徹、15.室井市衛、22.内田篤人[注 1]、25.中村祥朗、45.大岩剛
- MF：10.本山雅志、14.増田忠俊、16.本田拓也、17.鬼木達、20.阿部敏之、23.山口武士、40.小笠原満男、46.石井正忠、66.本田泰人
- FW：8.興梠慎三、9.平瀬智行、11.長谷川祥之、13.柳沢敦、18.マルキーニョス、19.田代有三、30.鈴木隆行

KAY FRIENDS
- 監督：山本昌邦
- GK：1.楢﨑正剛、12.都築龍太、24.武田博行
- DF：2.鈴木秀人、3.木場昌雄、5.田中誠、16.山田暢久、19.坪井慶介、21.波戸康広、22.中澤佑二
- MF：4.戸田和幸、6.服部年宏、7.名波浩、8.森島寛晃、10.中村俊輔、14.三浦淳寛、15.酒本憲幸、17.稲本潤一[注 1]、23.福西崇史、44.小野伸二
- FW：9.中山雅史、11.三浦知良、13.船越優蔵、18.城彰二、20.久保竜彦